# Мульчен
Мульчен (исп. Mulchén) — город в Чили. Административный центр одноимённой коммуны. Население — 21 819 человек (2002).   Город и коммуна входит в состав провинции Био-Био и области Био-Био.
Территория коммуны — 1925,3 км². Численность населения — 28 882 жителя (2007). Плотность населения — 15 чел./км².

## Расположение
Город расположен в 123 км юго-восточнее административного центра области — города Консепсьон и в 30 км южнее административного центра провинции — города Лос-Анхелес.
Коммуна граничит:
- на севере — с коммуной Лос-Анхелес
- на северо-востоке — с коммуной Санта-Барбара
- на востоке — с коммуной Килако
- на юге — с коммуной Кольипульи
- на западе — с коммунами Ренайко и Негрете

## Демография
Согласно сведениям, собранным в ходе переписи Национальным институтом статистики,  население коммуны составляет 28 882 человека, из которых 14 389 мужчин и 14 493 женщины.
Население коммуны составляет 1,46 % от общей численности населения области Био-Био. 23,48 %  относится к сельскому населению и 76,52 % — городское население.